# STS-51-A
（原先编号STS-19）是历史上第十四次航天飞机任务，也是发现号航天飞机的第二次太空飞行。

## 任务成员
- 弗雷德里克·豪克（Frederick H. Hauck，曾执行、以及任务），指令长
- 大卫·沃克（David M. Walker，曾执行、以及任务），飞行员
- 安娜·菲舍尔（Anna Fisher，曾执行任务），任务专家
- 戴尔·加德纳（Dale Gardner，曾执行以及任务），任务专家
- 约瑟夫·艾伦（Joseph P. Allen，曾执行以及任务），任务专家